# Vadstena kyrkokör
Vadstena kyrkokör är en blandad kör och kyrkokör i Vadstena församling, Vadstena som bildades senast 1943.